# ژوآو پالینیا
ژوآئو پالینیا (انگلیسی: João Palhinha؛ زادهٔ ۹ ژوئیهٔ ۱۹۹۵ ‏(۳۰ سال)) بازیکن فوتبال اهل پرتغال است، که برای تیم بایرن مونیخ بازی می کند.
از باشگاه‌هایی که در آن بازی کرده‌است می‌توان به باشگاه مورِیرنسه و  باشگاه اسپورتینگ اشاره کرد. وی در تابستان ۲۰۲۴ به بایرن مونیخ پیوست.
وی همچنین در تیم‌های ملی فوتبال زیر ۱۸ سال پرتغال، زیر ۲۰ سال پرتغال، و پرتغال بازی کرده‌است.

## افتخارات

### باشگاهی

#### بایرن مونیخ
- بوندس‌لیگا (۱): ۲۰۲۴-۲۵